# Gherardo Segarelli
Gherardo Segarelli (Parma, 1240 körül – Parma, 1300. július 18.) az Apostoli Testvérek (latinul: Apostolici) társaságának alapítója. Máglyán végezték ki 1300-ban. Ismert még Gerard, Gherardo, Gherardino Segarelli vagy Segalelli néven is.

## Élete
Ifjúként kérte felvételét a parmai ferences kolostorba, de elutasították, mivel láthatólag érzelmileg instabilnak mutatkozott. Ennek ellenére a kolostor körül maradt egy ideig, és gyakran látogatta a kolostort és annak templomát, ahol hosszú órákat töltött a Szent Ferenc Testvérisége oltár előtt. Talán az oltár felett található, a 12 apostolt ábrázoló dombormű hatására, Segarelli megnövesztette a haját és a szakállát, és fehér tunikát kezdett el hordani - így imitálta a korai keresztényeket.
Segarelli 1260-ban eladta minden tulajdonát, majd a parmai piacon szétosztotta a keresményét. Ezután az utcákon kószált, és bűnbánatra szólította a népet (penitentiam agite), mivel szerinte a Mennyek Királysága közel van, és kérte a népet, hogy táplálják őt Krisztus nevében.
Három évi bolyongás után egy Robert nevű, és a ferenceseknél dolgozó szolgáló, majd még az év vége előtt 30 másik ember  csatlakozott hozzá. Segarelli ekkor más városokban kezdett prédikálni, és ennek hatására lassan tömegek gyűltek köréjük a szegények közül. A tömeg himnuszokat énekelt az utcákon, mialatt Segarelli és hívei (az Apostolok) prédikáltak azoknak, akik meghallgatták őket.
A mozgalom hamarosan eljutott a Német-római Birodalomba, Franciaországba, Hispániába és Angliába. Egyes Apostolokat a würzburgi gyűlés egy dekrétummal eltiltott a prédikálástól, kéregetéstől, és felhívta az emberek figyelmét, hogy ne adjanak nekik élelmet és vizet. 1298-ban a chichesteri gyűlés elítélt néhány Apostolt. Nem teljesen bizonyított a kapcsolat ezen Apostolok és Segarelli között, mindenesetre tevékenységük sok hasonlóságot mutatott.
1300 folyamán az Apostolok követői feltűntek Hispániában, ahol Alexandriai Richard prédikált nagy sikerrel, különösen Galiciában. 1320-ban Luggói Pétert - Richard követőjét - a toulouse-i inkvizíció elé hurcolták.
Segarelli tanítása nagy figyelmet és sok ellenséget szerzett neki Lombardiában. Parma püspöke 1280-ban arról értesült, hogy Segarelli az egyház ellen prédikált, ezért azonnal lefogatta. Az egyházi vizsgálat azonban kiderítette, hogy csak egy szegény, bolond emberről van szó, így elengedték. 1286-ban azonban a parmai püspök az Inkvizíció nyomására kitiltotta őt a városból. 1294-ben azonban Segarelli visszatért a városba - a püspök ekkor ismét lefogatta, és örökre börtönbe záratta, négy hívét pedig megégették.
1300-ban a parmai nagyinkvizítor ismét elővette Segarellit. Bűnösnek találta őt korábbi bűneibe való visszaesésben, ezért máglyahalálra ítélte és kivégeztette.

## Dolcino
Örökségét továbbvitte egy Fra Dolcino  nevű milánói fanatikus, aki erőszakos irányba terelte a mozgalmat. 1304-ben végigpusztította Észak-Itáliát. 1307-ben azonban a Vercelle-i püspök keresztes hadai híveit szétverték, az általa emelt erődítményt kiéheztették, őt magát pedig elfogták. Dolcino több napig tartó nyilvános és kegyetlen kínzások után szintén a máglyán halt meg.
Dante említést tesz Dolcinóról az Isteni színjátékban, Mohamed szájába adva az alábbiakat:
Nos, ha reményed van még fölmehetni,

fra Dolcinónak tőled izenem fel,
ha nem kíván ide hamar követni,
jól lássa el magát élelmiszerrel,
nehogy a téllel győzze le Novára,

mert máskép le nem győzi könnyű szerrel.

## Szépirodalmi feldolgozás
- Umberto Eco A Rózsa neve című művében az egyik elégetett eretnek szerzetes Segarelli és Dolcino követője, azaz dulciniánus eretnek volt.

## Fordítás
- Ez a szócikk részben vagy egészben  a   Gherardo Segarelli című angol Wikipédia-szócikk ezen változatának fordításán alapul.  Az eredeti cikk szerkesztőit annak laptörténete sorolja fel. Ez a jelzés csupán a megfogalmazás eredetét és a szerzői jogokat jelzi, nem szolgál a cikkben szereplő információk forrásmegjelöléseként.